# Nokia 1610
De Nokia 1610 is een mobiele telefoon van Nokia uit de 1-serie, wat inhoudt dat de telefoon alleen beschikt over de meest basale functies.
Het toestel accepteert simkaarten van het oude, grote model.
Het verschil met de Nokia 1611 is dat de Nokia 1610 alleen tekstberichten (sms) kan ontvangen, en niet kan versturen.
1100 · 1101 · 1108 · 1110 · 1110i · 1112 · 1200 · 1208 · 1209 · 1220 · 1221 · 1260 · 1261 · 1600 · 1610 · 1611 · 1620 · 1630 · 1631 · 1650